# Aeropuerto Internacional de Rota
Aeropuerto internacional de Rota (en inglés: Rota International Airport; también conocido como Aeropuerto internacional de Benjamín Taisacan Manglona, es un aeropuerto público localizado en la isla de Rota en la Mancomunidad estadounidense de las Islas Marianas del Norte (CNMI), cerca de la localidad de Sinapalo. El aeropuerto es propiedad de la Autoridad de Puertos de la Mancomunidad.
Aunque la mayoría de los aeropuertos de Estados Unidos utilizan el mismo identificador de tres letras de ubicación para la FAA y IATA, el Aeropuerto internacional de Rota tiene asignado RGO por la FAA y ROP por la IATA (que asigna GRO al Aeropuerto de Gerona-Costa Brava en Gerona, España).